# Museu Hollywood Dream Cars
O Museu Hollywood Dream Cars é um museu dedicado à temática de Hollywood, com uma coleção de 130 automóveis americanos clássicos que datam das décadas de 1920 a 1960, além de motocicletas clássicas Harley Davidson. Localizado em Gramado, no Rio Grande do Sul, Brasil, este museu proporciona aos visitantes a oportunidade de explorar carros vintage que foram famosos em suas épocas, os famosos "anos dourados".

## Principais exemplares

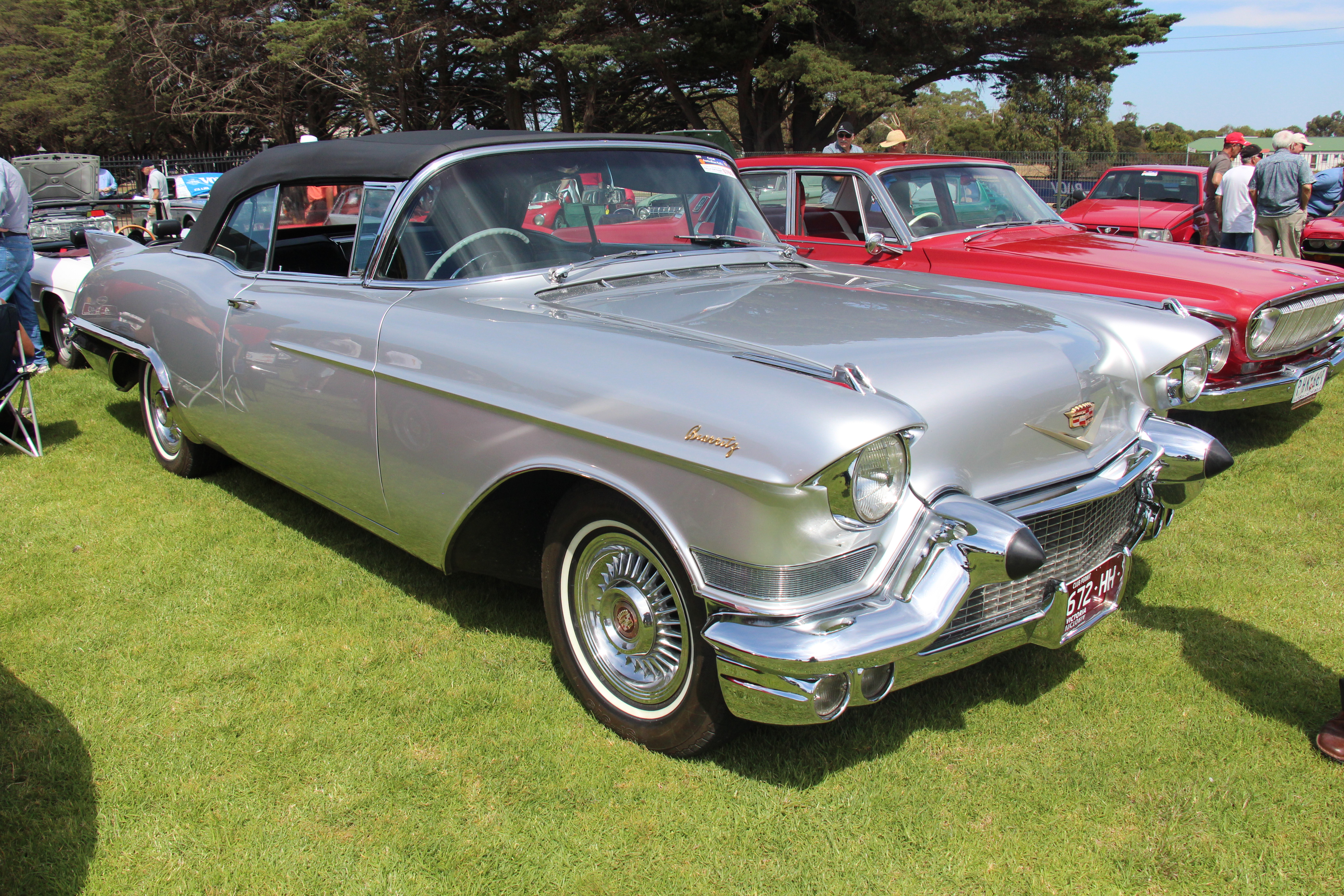
Cadillac Eldorado Biarritz conversível 1957

Uma coleção de carros raros, incluindo o Cadillac Eldorado Biarritz de 1957, equipado com transmissão hidramática, direção hidráulica e teto conversível automatizado, é destaque em um espaço de mil metros quadrados. Este Cadillac era um símbolo de prestígio em Hollywood e apenas algumas de suas 1.800 unidades originais ainda existem, com menos de 100 catalogadas. Um exemplar foi leiloado por 70 mil reais em 2020.
Outros veículos na exposição incluem o raro Chrysler New Yorker Conversível de 1953, um Ford 1948 conversível com abertura eletro-hidráulica, e o Lincoln Continental Club Coupê V12 de 1946, preferido por Al Capone. Um Ford Crown Victoria, sendo o destaque da Ford em 1956. Um Rolls Royce Silver Cloud I de 1961, o último modelo com motor de 6 cilindros da Rolls Royce, e um Impala Conversível de 1961, que pertenceu ao cantor Sérgio Reis durante a Jovem Guarda, completam a coleção.

## Outros carros em exposição
1. Cadillacs de diversos modelos como o Eldorado, o 1951 Conversível, idêntico ao que pertenceu a Elvis Presley;[7]
2. 1930 Coupê Cabriolet;
3. Os Fords Failane 1958;
4. Galaxie Victoria 1959;
5. Lincoln Premiere 1959;
6. Lincoln e um Mercury, ambos conversíveis e de 1946;
7. Thunderbird 1957.